# Die Luftflotte
Die Luftflotte galt mit ihrem Untertitel als „amtliches Blatt des Deutschen Luftflotten-Vereins.“ Die von 1908 bis über den Ersten Weltkrieg hinaus bis 1919 erschienene Zeitschrift erschien in Berlin im Eigenverlag des Vereins. In den Kriegsjahren 1916 und 1917 enthielt das Blatt die in Oldenburg als Ergänzung verlegte Die Luftflotte. Beilage.
Die bei der Haas’schen Buchdruckerei in Mannheim gedruckte Ausgabe vom August 1913 mit dem Chefredakteur Hermann Elias unter der Adresse Stormstraße 7 in Berlin lautete im Untertitel noch „Amtliches Blatt des Deutschen Luftflotten-Vereins, des Nordmark-Vereins für Motor-Luftfahrt und des südwestafrikanischen Luftfahrer-Vereins.“
Die Zeitschriftendatenbank erschloss das Periodikum unter den Sachgruppen Handel, Kommunikation und Verkehr.